# Veronica anagallis-aquatica
Veronica anagallis-aquatica là một loài thực vật có hoa trong họ Mã đề. Loài này được L. miêu tả khoa học đầu tiên năm 1753.

## Hình ảnh

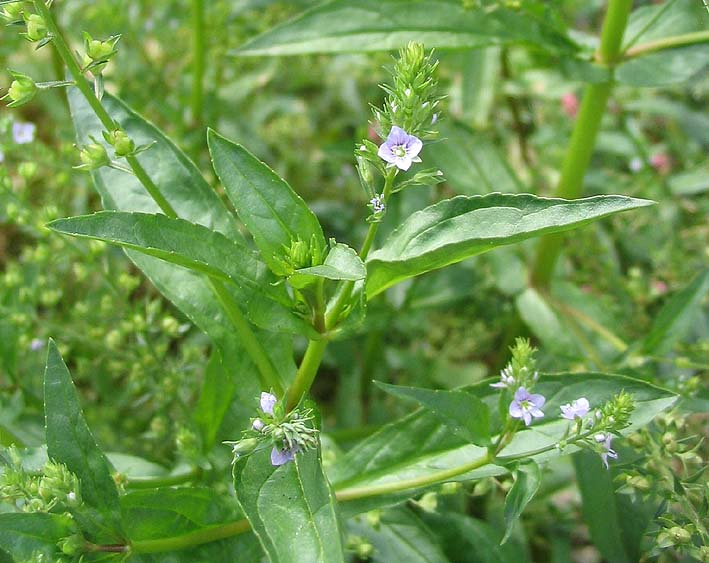
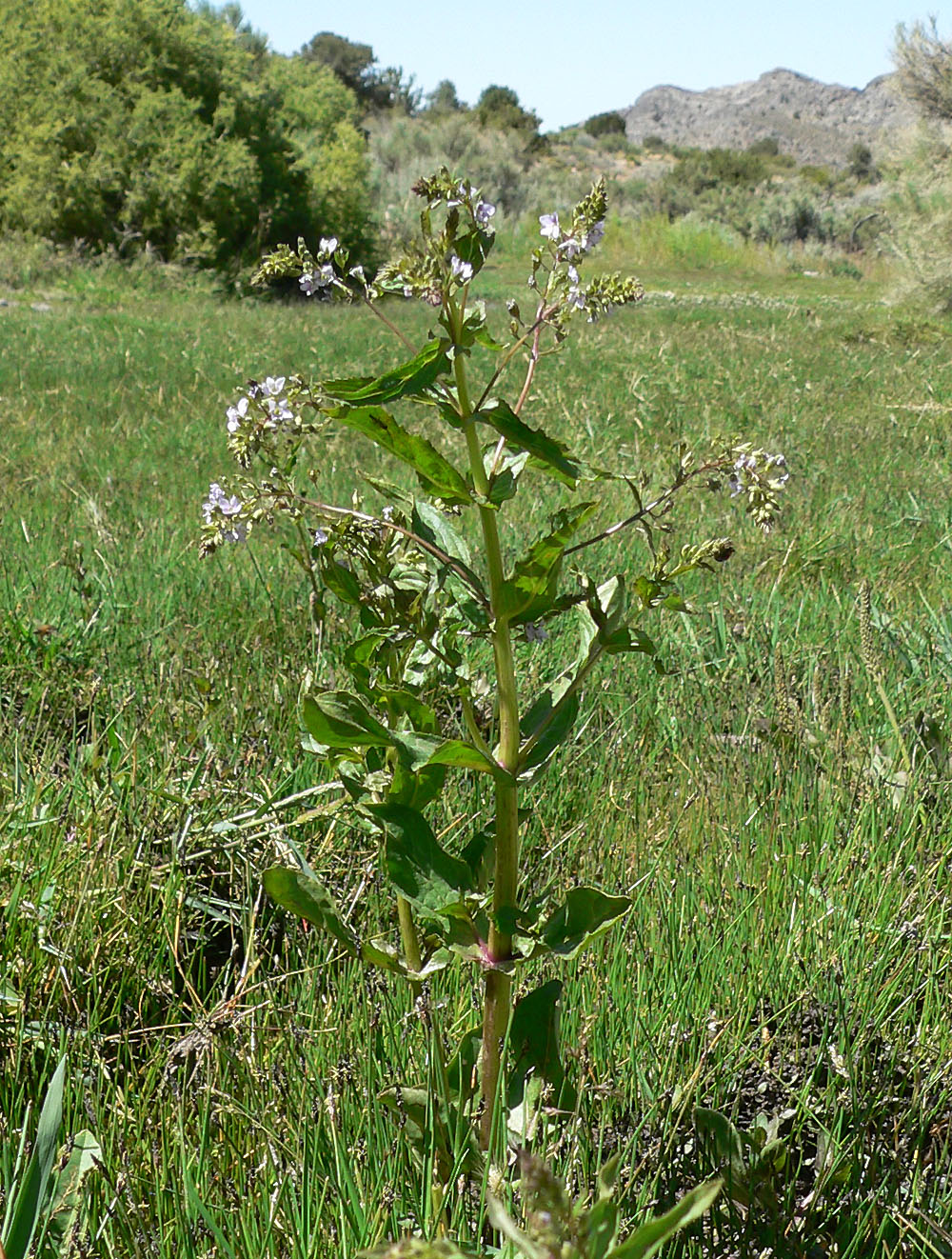
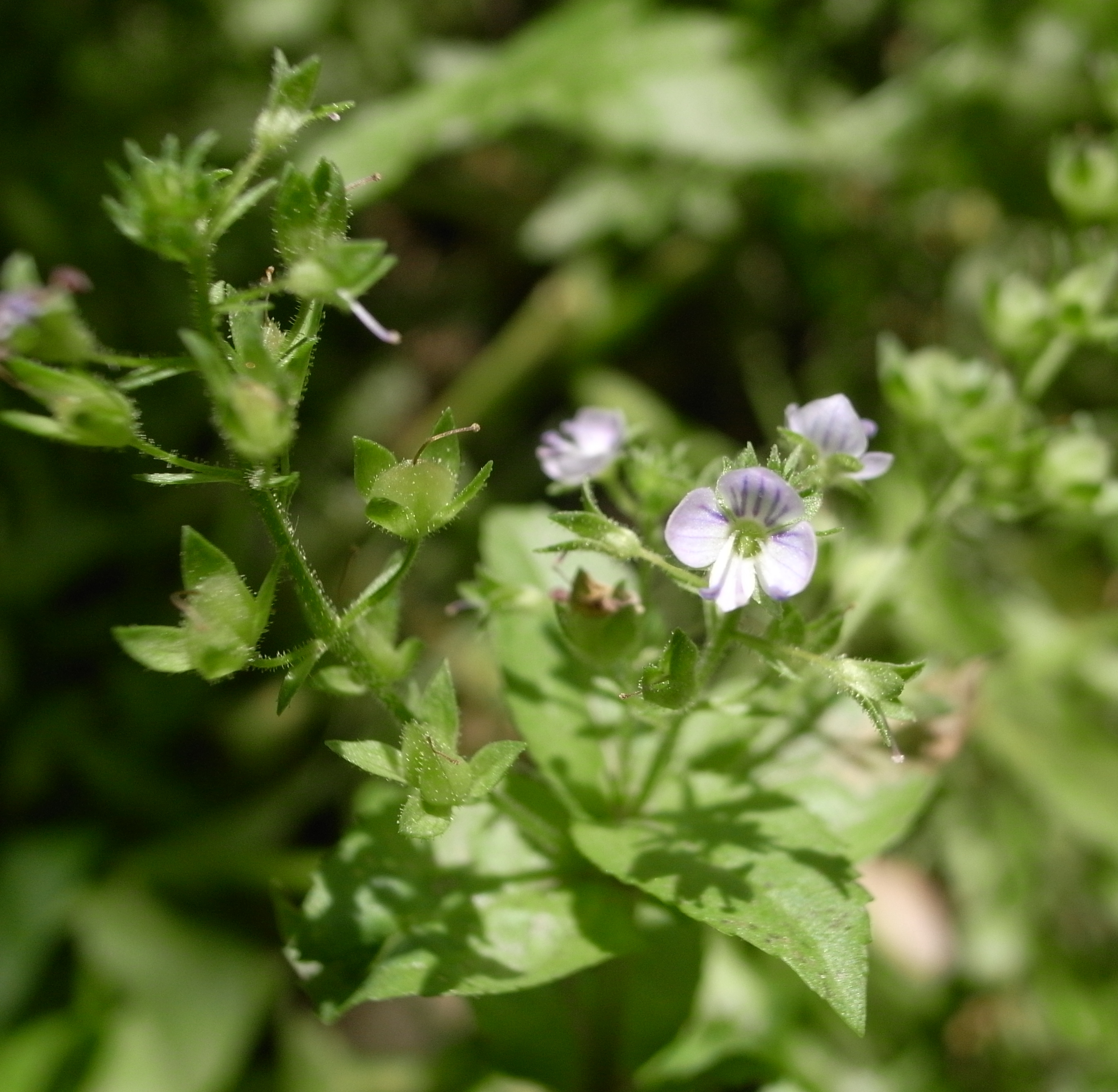
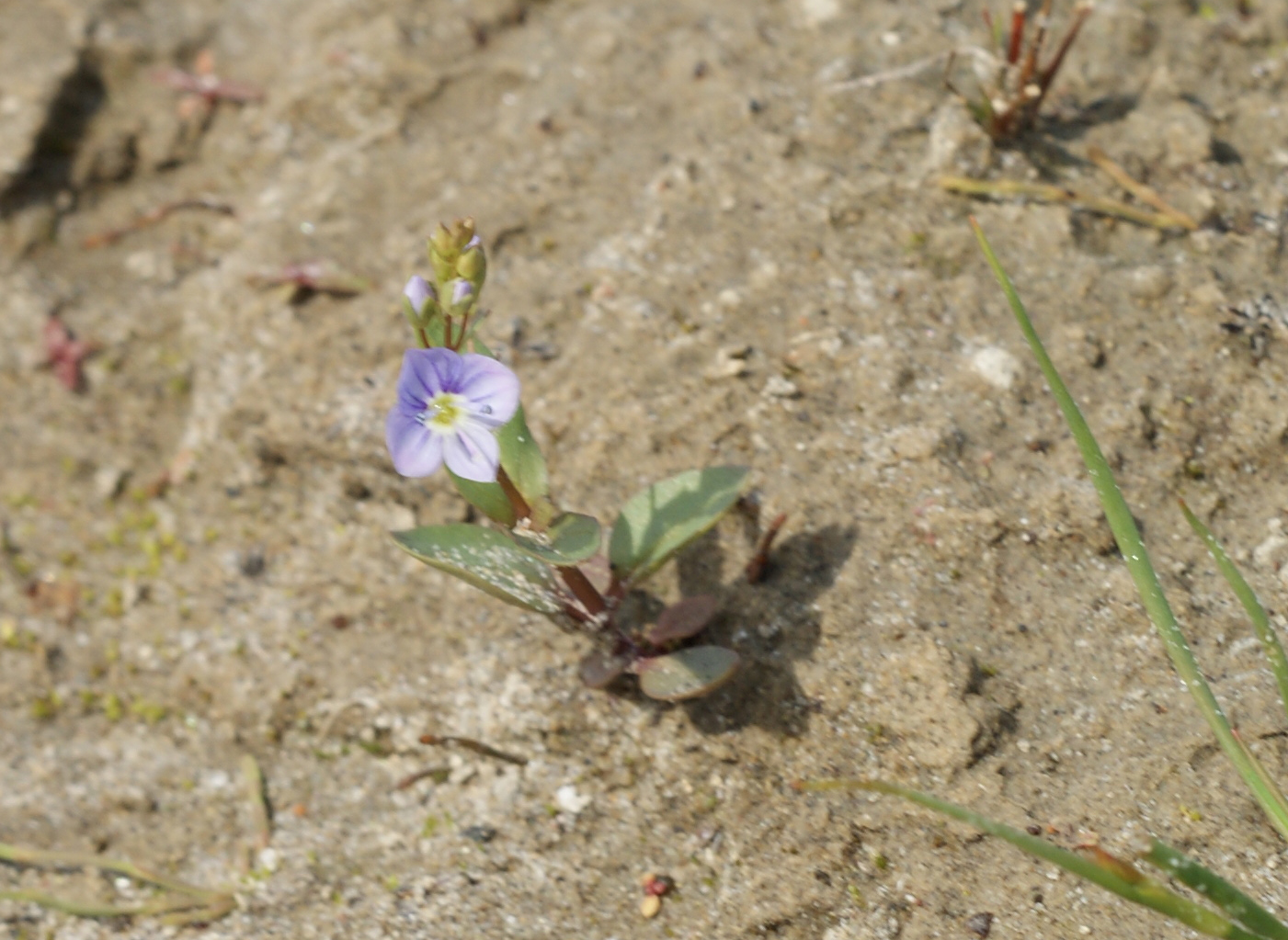